# Памятник труженикам тыла (Казань)
Памятник труженикам тыла — памятник в городе Казани Республики Татарстан.
Памятник установлен весной 2019 года к предстоящему 75-летию годовщины Победы в Великой Отечественной войне на территории казанского Мемориального комплекса в Парке Победы.
Был объявлен конкурс на лучший эскизный проект памятника труженикам тыла; его участниками были скульпторы, художники, дизайнеры, архитекторы, являющиеся членами соответствующих творческих союзов.
Монумент представляет собой архитектурную композицию в виде прямоугольного параллелепипеда из светло-коричневого гранита, установленного на прямоугольное основание, облицованное плитами из тёмно-коричневого гранита. На лицевой части памятника изображен орден Отечественной войны в обрамлении двух лент, на которых высечены числа «1941» и «1945». На верхней поверхности монумента установлены бронзовые наковальня с мечом и колосья пшеницы, что символизирует, как труженики тыла ковали победу на заводах и в полях, поставляя хлеб и вооружение на фронт. На основании памятника высечена надпись на русском и татарском языках: «Растившим хлеб, ковавшим меч победы». Отлита бронзовая композиция в Екатеринбурге.
Вокруг памятника создано подобие холма, укреплённого изнутри тёмно-коричневым гранитом; это создаёт впечатление, что монумент находится внизу холма в виде кугана, хотя на самом деле расположен на одной поверхности с площадью Парка Победы. Проектировщик мемориала — ГУП «Татинвестгражданпроект», главный инженер проекта — Салахов М. В. Автор монумента — казанский скульптор, заслуженный деятель искусств Татарстана Махмут Гасимов.

## Памятник в нумизматике
Банк России 6 мая 2022 года выпустил в обращение памятную монету из недрагоценного металла номиналом 10 рублей «Казань», серия «Города трудовой доблести», на которой изображен памятник.